# Derocheilocarididae
Die Derocheilocarididae (Gr.: „Bartkrebse“) sind eine Familie der Krebstiere. Bislang sind aus dieser erst 1943 entdeckten Tiergruppe 13 Arten in zwei Gattungen bekannt. Sie kommen im Mittelmeer, an den Küsten des Atlantiks, an den Küsten Chiles, Australiens und Südafrikas vor, sind ein Teil der Meiofauna und bewohnen die Sandlückensysteme. Sie können in extrem hoher Dichte auftreten (15 Millionen Exemplare pro Kubikmeter Sand).

## Merkmale
Es handelt sich um sehr kleine Tiere, die Längen von 0,5 bis einen Millimeter erreichen. Der Kopf nimmt etwa ein Drittel der Körperlänge ein und ist durch eine Querfurche in zwei Abschnitte geteilt. Auf dem vorderen sitzen das erste Antennenpaar sowie vier Ocellen. Der hintere Kopfabschnitt trägt die Mandibeln und ein zweites Antennenpaar. Die nächsten sieben Segmente bilden den Thorax (Gliederfüßer), das erste trägt die Maxillipeden, die nächsten vier ungegliederte Stummelfüße. Die letzten beiden Thoraxsegmente tragen keine Gliedmaßen. Das Abdomen besteht aus drei Segmenten, das Telson hat ein zangenförmiges Ende.

## Fortpflanzung
Die Fortpflanzung ist nur bei Derocheilocaris remanei untersucht worden. Die Eier werden einzeln gelegt, bis zur Ablage des folgenden Eis können zwei Stunden vergehen. Nach der Ablage werden die Eier vom Männchen befruchtet. Die Larvalentwicklung umfasst elf Stadien und beginnt mit einem späten Naupliusstadium. Bei einer Temperatur von 13,5 °C brauchen die Krebschen 55 Tage, um die Geschlechtsreife zu erreichen. Die zu erwartende Lebensdauer liegt bei 90 Tagen.

## Gattungen und Arten
Bisher wurden 13 Arten in zwei Gattungen beschrieben:
- Ctenocheilocaris
  - Ctenocheilocaris armata Renaud-Mornant, 1978–79
  - Ctenocheilocaris claudiae Renaud-Mornant, 1976
  - Ctenocheilocaris enochra Bartsch, 1993
  - Ctenocheilocaris galvarini (Dahl, 1952)
  - Ctenocheilocaris minor Renaud-Mornant, 1978–79
- Derocheilocaris
  - Derocheilocaris angolensis Hessler, 1972
  - Derocheilocaris delamarei Hessler, 1972
  - Derocheilocaris hessleri Friauf & Bennett, 1974
  - Derocheilocaris ingens Hessler, 1969
  - Derocheilocaris katesae Noodt, 1954
  - Derocheilocaris remanei Delamare-Deboutteville & Chappuis, 1951
  - Derocheilocaris tehiyae Masry & Por, 1970
  - Derocheilocaris typica Pennak & Zinn, 1943